# Муданийское перемирие
Муданийское перемирие (англ. Armistice of Mudanya; тур. Mudanya Mütârekesi, также Mudanya Ateşkes Antlaşması), Муданское перемирие — перемирие, подписанное между кемалистами (правительство Великого национального собрания Турции во главе с Кемалем Ататюрком) и Антантой (Великобритания, Франция, Италия), 11 октября 1922 года, в оттоманском портовом городе Муданья (Мудания) на Мраморном море.
Перемирие завершило боевые действия в ходе греко-турецкой войны (Турецкой национально-освободительной войны), 1919 (1920) — 1922 годов. В результате полного разгрома греческой армии в сражении под Афиюн-Карахиссаром (август 1922 года) турецкие войска полностью очистили от греков всю Малую Азию и подошли к Мраморному морю. Англия готовилась оказать кемалистской армии вооруженное сопротивление, не желая возвращать Турции Константинополь (Стамбул), оккупированный союзниками.
14 (13) октября 1922 года к перемирию присоединилась Греция, которая явилась главной проигравшей стороной, так как основное требование Турции об удалении из Восточной Фракии греческих войск и администрации было полностью удовлетворено.
Условиями перемирия предусматривалось:
- прекращение военных действий между Турцией и Грецией;
- отвод греческих войск из Восточной Фракии до линии, проходящей по левому берегу реки Марица;
- оккупация войсками государств Антанты правого берега Марицы до заключения мирного договора;
- передача турецким представителям гражданской власти на территории всей Фракии;
- обязательство сторон не увеличивать численность своих войск, не строить укреплений и не производить военных работ в районах и пунктах, указанных в перемирии;
- обязательство Турции впредь до ратификации мирного договора не вводить войска в Восточную Фракию.

Англо-франко-итальянским войскам было предоставлено право оставаться на местах, ими занятых, до решения мирной конференции.
Стороны также решили созвать мирную конференцию в Лозанне, на которой и был подписан Лозаннский мирный договор.